# Wynyard (Saskatchewan)
Wynyard è un comune del Canada, situato nella provincia del Saskatchewan, nella divisione No. 10.